# Antipapa Teofilato
Teofilato (ou Teofilacto) foi um antipapa da Igreja Católica Romana, durante o ano de 757. Pouco mais se sabe acerca dele, excepto que teria sido eleito no conclave que se seguiu à morte do Papa Estêvão III, por oposição ao pontífice legítimo, o Papa Paulo I.